# Sarnowo (Kozłowo)
Sarnowo [sarˈnɔvɔ] (deutsch Scharnau) ist ein Ortsteil der Gmina Kozłowo (Landgemeinde Groß Koslau, 1938 bis 1945 Großkosel) im Powiat Nidzicki (Kreis Neidenburg) in der polnischen Woiwodschaft Ermland-Masuren.

## Geographische Lage
Sarnowo liegt im Südwesten der Woiwodschaft Ermland-Masuren, 15 Kilometer südwestlich der Stadt Nidzica (deutsch Neidenburg) auf halbem Wege nach Działdowo (Soldau).

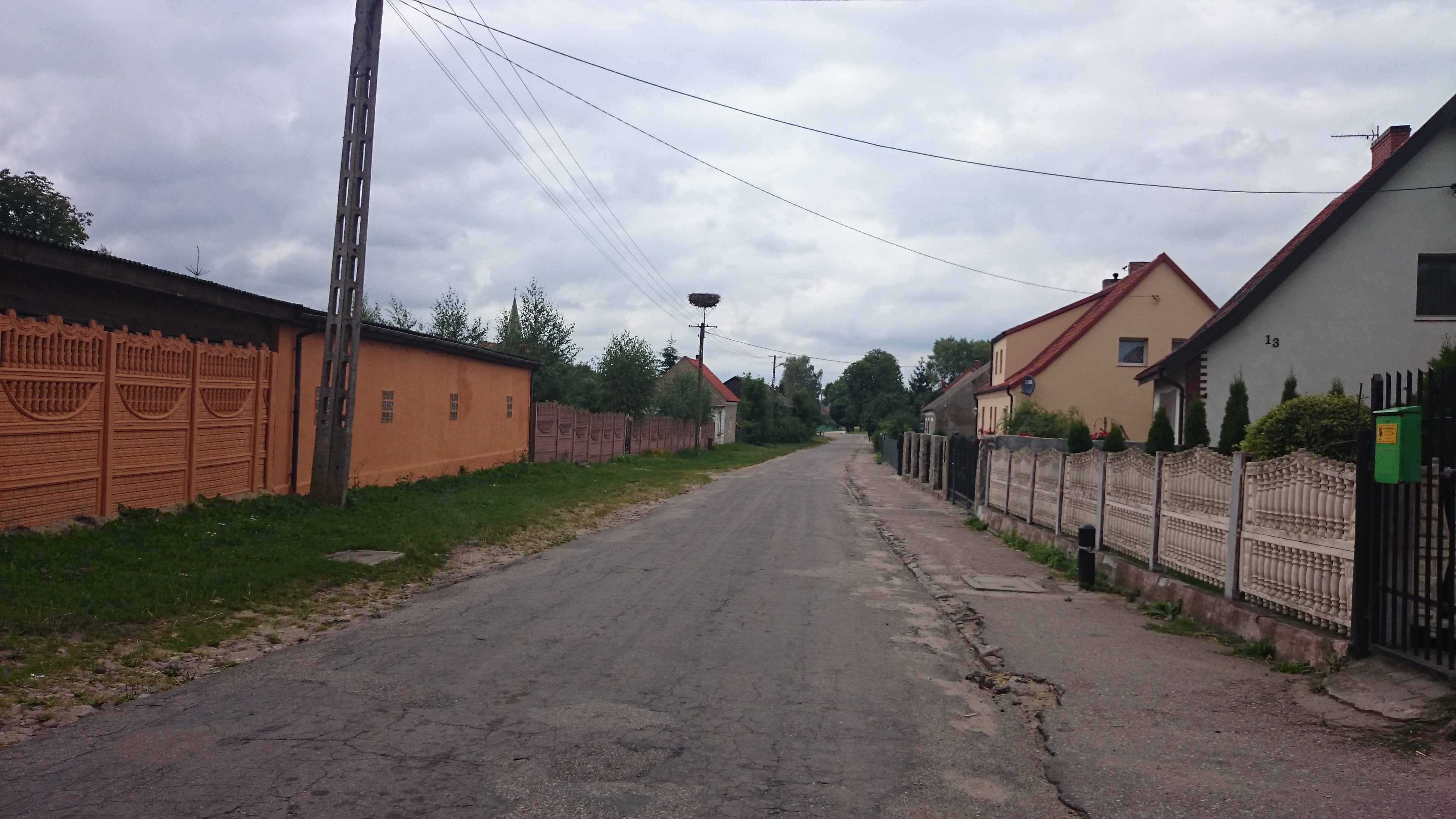
Dorfstraße (mit Storchennest) in Sarnowo

## Geschichte

### Ortsgeschichte
In der Nähe von Sarnowo gibt es Spuren eiszeitlicher Besiedelung. Die erste urkundliche Erwähnung des Ortes erfolgte am 28. Oktober 1352.
Es existierte bereits in vorreformatorischer Zeit eine Kirche.
Am 28. Mai 1874 wurde Sarnowo Amtsdorf und damit namensgebend für einen Amtsbezirk, der bis 1945 bestand und zum Kreis Neidenburg im Regierungsbezirk Königsberg (ab 1905: Regierungsbezirk Allenstein) in der preußischen Provinz Ostpreußen gehörte.
893 Einwohner waren am 1. Dezember 1910 in Scharnau gemeldet. Ihre Zahl belief sich 1933 noch auf 797, und 1939 auf 748.
Aufgrund der Bestimmungen des Versailler Vertrags stimmte die Bevölkerung im Abstimmungsgebiet Allenstein, zu dem Scharnau gehörte, am 11. Juli 1920 über die weitere staatliche Zugehörigkeit zu Ostpreußen (und damit zu Deutschland) oder den Anschluss an Polen ab. In Scharnau stimmten 490 Einwohner für den Verbleib bei Ostpreußen, auf Polen entfielen keine Stimmen.
Im Januar 1945 wurde Scharnau von sowjetischen Truppen erobert und unter polnische Administration gestellt. Das gesamte südliche Ostpreußen kam in Kriegsfolge zu Polen. Scharnau erhielt die polnische Namensform „Sarnowo“ und ist heute mit dem Sitz eines Schulzenamts (polnisch Sołectwo) eine Ortschaft innerhalb der Gmina Kozłowo im Powiat Nidzicki, bis 1998 der Woiwodschaft Olsztyn, seither der Woiwodschaft Ermland-Masuren zugehörig.

### Amtsbezirk Scharnau (1874–1945)
Zum Amtsbezirk Scharn au gehörten bei seiner Errichtung 1874 acht Orte, am Ende waren es noch – u. a. aufgrund von Abtretungen an Polen – nur noch vier:
| Deutscher Name     | Polnischer Name | Anmerkungen                                    |
| ------------------ | --------------- | ---------------------------------------------- |
| Adlig Borowo       | Borowo          | Am 10. Januar 1920 an Polen abgetreten         |
| Kämmersdorf        | Komorniki       | Am 10. Januar 1920 an Polen abgetreten         |
| Klein Sakrau, Dorf | Zakrzewko       |                                                |
| Klein Sakrau, Gut  |                 | In die Dorfgemeinde Klein Sakrau eingegliedert |
| Niedenau           | Niedanowo       |                                                |
| Salleschen         | Zalesie         |                                                |
| Scharnau           | Sarnowo         |                                                |
| Schönwiese         | Krasnołąka      | Am 10. Januar 1920 an Polen abgetreten         |

Am 1. Januar 1945 bildeten nur noch die Orte Klein Sakrau, Niedenau, Salleschen und Scharnau den Amtsbezirk Scharnau.

## Kirche

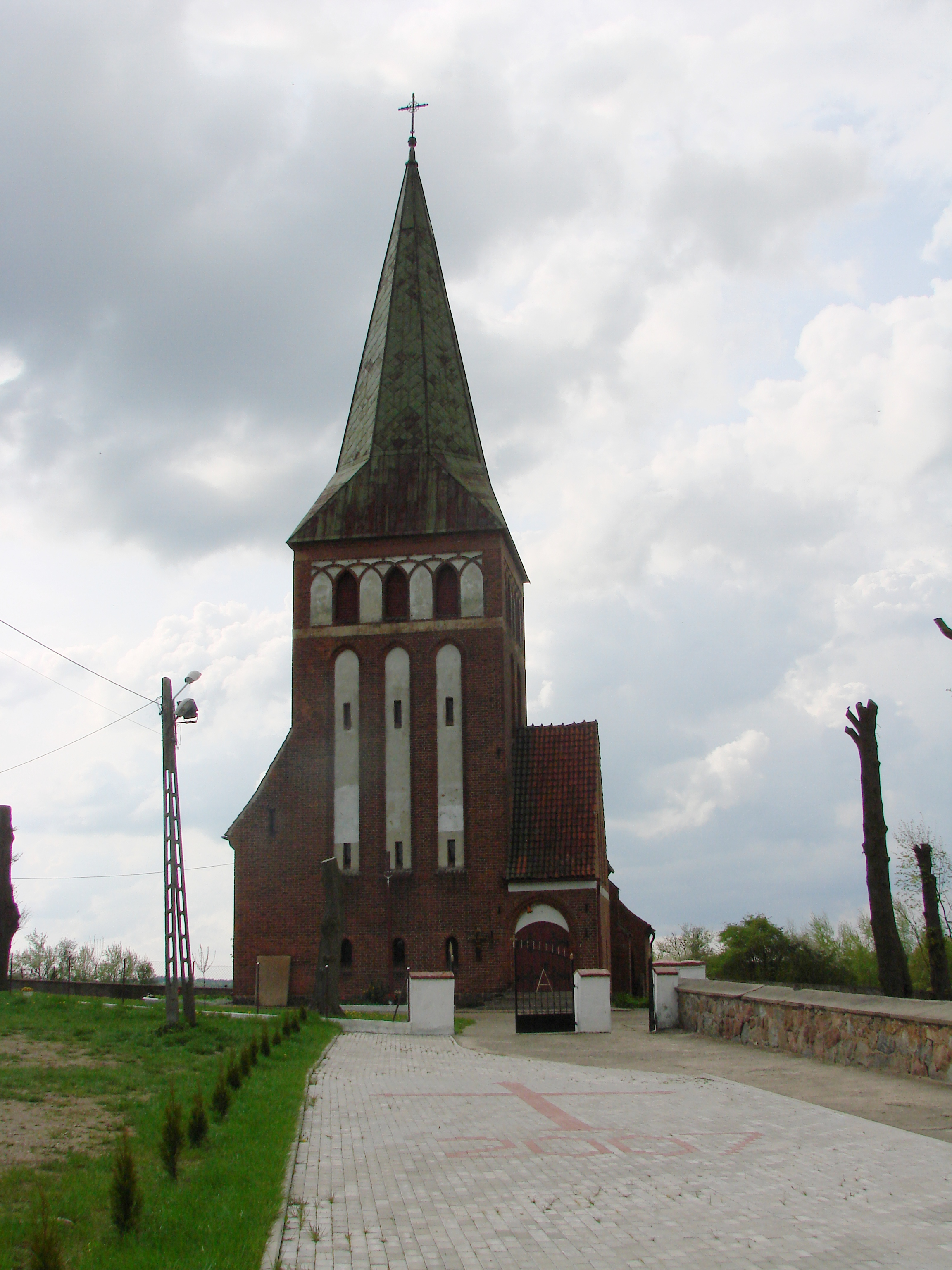
Die Kirche in Sarnowo

### Kirchengebäude
Bereits in vorreformatorischer Zeit gab es in Scharnau eine Kirche. Sie wurde um 1695 aufgrund von Baufälligkeit durch eine Holzkirche ersetzt. Aber auch diese musste trotz mannigfacher Umbauten und Renovierungen durch einen Neubau ersetzt werden. Das erfolgte in den Jahren 1910 bis 1912, und es entstand ein neugotischer Backsteinbau mit Turm, der später einmal als der stattlichste und schönste Kirchenbau im Kreis Neidenburg galt. Erhalten – wenn auch ein wenig bearbeitet – ist der aus der Zeit um 1700 entstandene Altar der alten Kirche. Das noch ältere Gestühl von eta 1560 ging im Zweiten Weltkrieg verloren. Zwischen 2007 und 2015 fanden umfangreiche Renovierungsarbeiten statt. Die Kirche ist heute dem Heiligen Antonius gewidmet.

### Kirchengemeinde

#### Evangelisch
Bis 1945 war Scharnau ein evangelisches Kirchspiel. Es gehörte zum Kirchenkreis Neidenburg und zählte 1805 Gemeindeglieder im Jahre 1925. Die Pfarrei war in die Kirchenprovinz Ostpreußen der Kirche der Altpreußischen Union eingegliedert. Heute hier lebende evangelische Einwohner orientieren sich zur Heilig-Kreuz-Kirche Nidzica in der Diözese Masuren der Evangelisch-Augsburgischen Kirche in Polen.

#### Römisch-katholisch
Vor 1945 lebten in der Region Scharnau nur sehr wenig Katholiken. Sie gehörten zur Pfarrgemeinde Soldau (polnisch Działdowo). Seit 1945 ist die Mehrzahl der Einwohner Sarnowos katholischer Konfession, deren Kirche das bisher evangelische Gotteshaus geworden ist. Seit 1962 gibt es hier eine eigene Pfarrei, die zum Dekanat Kozłowo im Erzbistum Ermland gehört.

## Verkehr

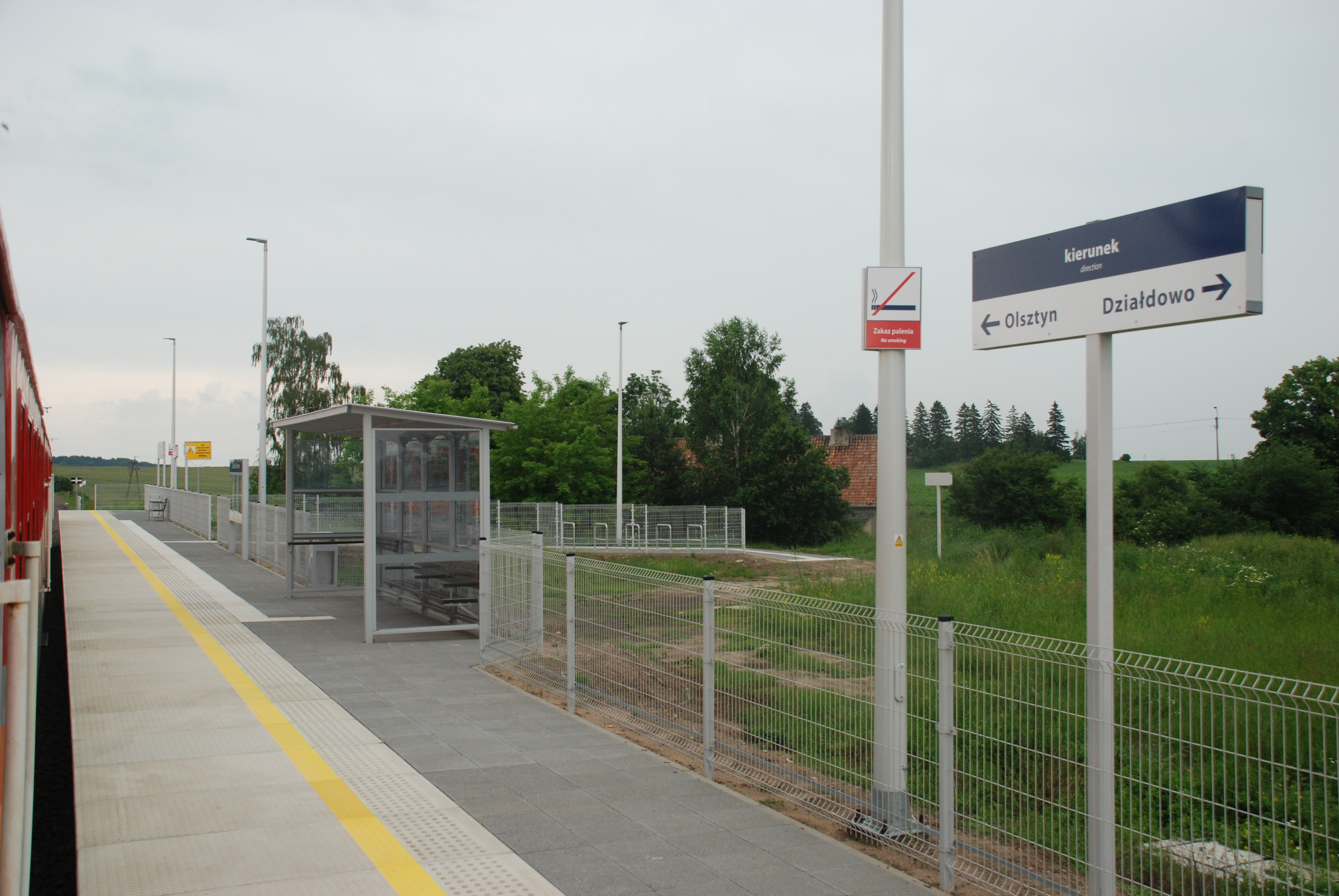
Bahnstation Zakrzów-Sarnowo

### Straße
Sarnowo liegt östlich der Woiwodschaftsstraße 545 und ist von Kozłowo (Groß Koslau, 1938 bis 1945 Großkosel) aus über Zakrzewo (Groß Sakrau) zu erreichen. Außerdem führen aus den Nachbarorten Nebenstraßen in den Ort.

### Schiene
Die nächste Bahnstation ist Zakrzów-Sarnowo (bis 1945: Sakrau-Scharnau) an der Bahnstrecke Działdowo–Olsztyn (deutsch Soldau–Allenstein).
Am 3. Juli 1967 ereignete sich in der Nähe Sarnowos ein Zugunglück. Bei der Entgleisung von vier Wagen kamen sieben Menschen ums Leben – vier Frauen, ein Mann und zwei Kinder. 47 Menschen wurden verletzt, fünf davon schwer. Unter den Verletzten war der ukrainische Geistliche und spätere Erzbischof von Lemberg (ukrainisch Lwiw) Marian Jaworski, der bei diesem Unfall einen Arm verlor.

## Trivia
Scharnau kommt als Handlungsort in dem Roman „Die Liebe des Ulanen“ von Karl May vor. Der Roman spielt in der Zeit des Deutsch-Französischen Krieges.